# Százhalombatta-Földvár
Százhalombatta-Földvár là một địa điểm khảo cổ xuất hiện dấu tích thời kỳ đồ đồng nằm ở hữu ngạn sông Danube, gần thị trấn Százhalombatta, cách thủ đô Budapest 30 km về phía Nam. Đây là một trong những khu vực khí hậu ôn hòa và xuất hiện con người định cư từ thời kỳ này. Việc khai quật địa điểm này đã tiết lộ một bức tranh chi tiết về cuộc sống Thời đại đồ đồng từ năm 2000-1400 trước Công nguyên mà cho đến nay chưa được biết đến.

## Địa điểm

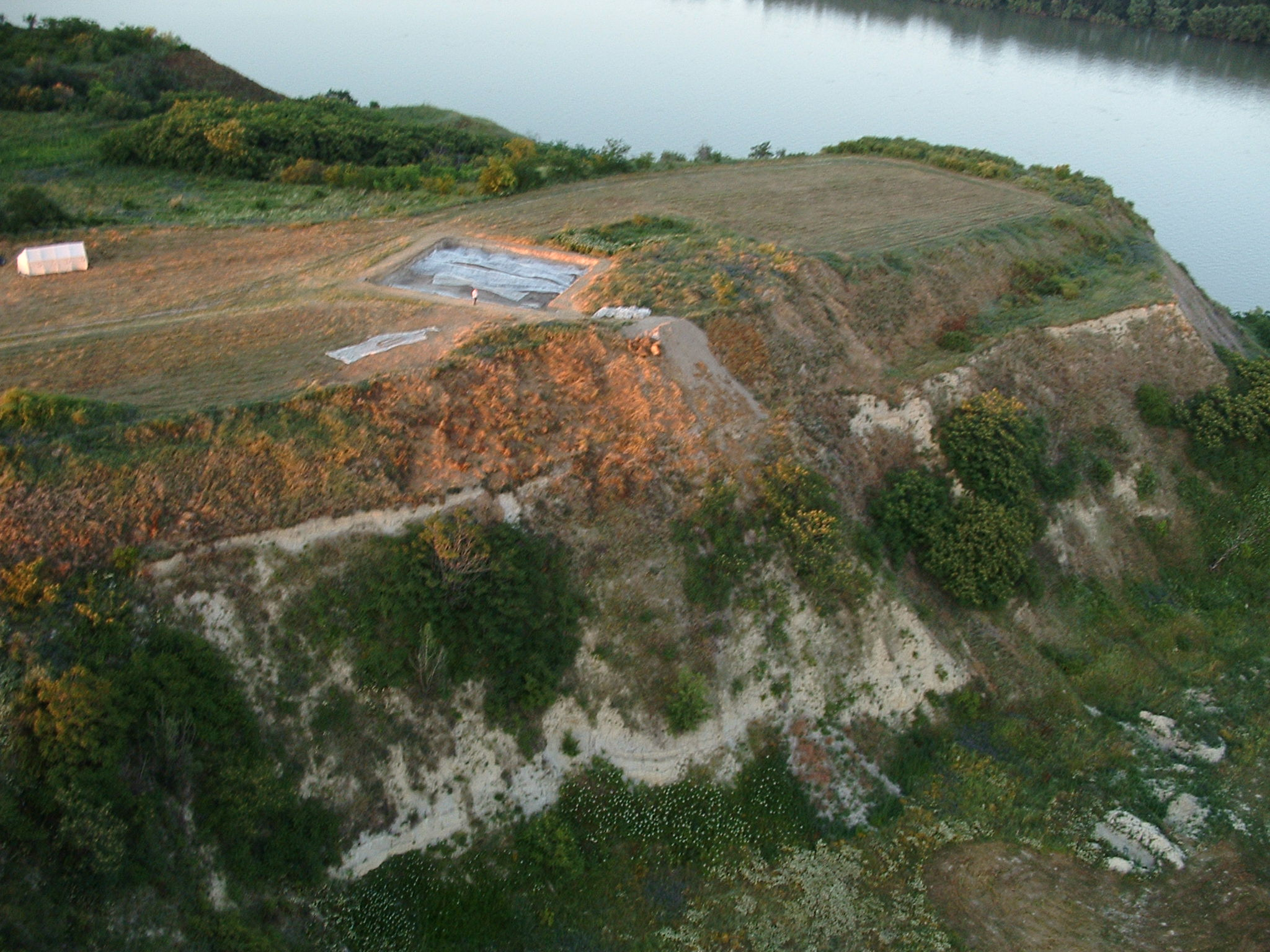
Ảnh chụp từ trên không của địa điểm này

Százhalombatta có diện tích 200 m x 100 m. Tuy nhiên, theo các nhà khảo cổ ước tính, đây mới chỉ là  2/3 diện tích ban đầu. Nhiều phần của khu vực khai quật đã bị phá hủy trong quá trình khai thác đất sét của một nhà máy gạch địa phương và một phần do hiênh tượng xói mòn từ sông Danube. Trong thời kỳ đồ đồng, con người định cư rải rác ở các thung lũng ở phía bắc và phía nam sông Danube. Bao quanh  cách khu vực định cư này là một con mương do người Vatya xây dựng. Százhalombatta là một vị trí chiến lược bởi khả năng tiếp cận các khu vực định cư nhỏ khác trong khu vực. Từ đây, ta có thể nhìn ra một đoạn dài của Sông Danube và có thể tham gia vào giao thương và thông tin liên lạc qua sông. Vào cuối thời kỳ đồ đồng sớm, khu định cư tại đây lần đầu tiên xảy ra chiến tranh và bị chiếm đóng. Cho tới Thời kỳ đồ đồng muộn thì nơi đây chỉ còn lại những dấu tích sinh sống của con người. Các dấu tích ở đây bị chôn vùi trong lớp đất dày tới 6 mét. Một số cổ vật được khai quật bao gồm: đồ gốm, thạch cao, đồ kim loại, khuôn mẫu, khung cửi, công cụ bằng xương, đồ vật bằng gạc, đá mài, thạch anh, hổ phách, động vật và đôi khi là xương người. Theo những kết quả các nhà khảo cổ phân tích được từ lớp đất cho thấy, rất có thể nhiều ngôi nhà ở thời kì đồ đồng đã bị cháy. Ngoài ra còn tìm thấy một số đồ gỗ gia công. Địa chất ở khu vực gồm đất mỏng, phytolith, than củi và coprolit.

## Khai quật
Đây là khu khảo cổ có giá trị to lớn về giá trị lịch sử. Các nhà khảo cổ chịu trách nhiệm cho công cuộc khai quật là những người có chuyên môn cao bao gồm Tiến sĩ Magdolna Vicze (Bảo tàng Matrica), Giáo sư Marie Louise Stig Sørensen (Đại học Cambridge), và Giáo sư Joanna Sofaer (Đại học Southampton). Các cuộc khai quật hàng năm bao gồm sinh viên Hungary và Anh từ Đại học Eötvös Loránd ở Budapest, Đại học Pécs, Đại học Southampton và Đại học Cambridge, cũng như sinh viên Hà Lan và Thụy Điển.